# Mudlib
Mudlib (ang. Multi User Dungeon Library) – zbiór bibliotek zawierających elementy pozwalające na sterowanie światem gry typu MUD i ułatwiające jego tworzenie. Nazwa mudlib odnosi się niemal zawsze do zestawu bibliotek będących częścią silnika gry typu LPMUD, napisanych w języku wysokiego poziomu (przeważnie LPC), który jest interpretowany przez gamedriver.
Funkcjonalność poszczególnych mudlibów jest różna, jednak typowy zawiera elementy odpowiedzialne m.in. za: ochronę dostępu, analizowanie i przetwarzanie komend użytkownika na akcje, komunikację między użytkownikami, poruszanie się po wirtualnym systemie plików lub obiektów oraz pomoc dla programistów przy pisaniu, kompilowaniu i testowaniu programów.
Mudlib zwykle zawiera też elementy charakterystyczne dla świata gry, czyli np. zbiór obiektów standardowych, które są bezpośrednio wykorzystywane lub rozszerzane przy tworzeniu przedmiotów czy pomieszczeń. Często posiada zaimplementowane podstawowe systemy wykonywania przez gracza pewnych typowych czynności, takich jak walka lub handel.
W mudlibach bazujących na oryginalnym gamedriverze LPMUD i pochodnych ważną rolę pełni tzw. master object, którego zadaniem jest pośredniczenie między kodem interpretowanym a maszyną wirtualną.